# دیاربک اورازبائف
دیاربک اورازبائف (انگلیسی: Diyorbek Urozboev؛ زادهٔ ۱۷ اوت ۱۹۹۳) جودوکار اهل ازبکستان است.
وی در مسابقات کشوری و بین‌المللی در مجموع برندهٔ ۱ مدال نقره، ۲ مدال برنز شده‌است.